# Luciano Leggio
Luciano Leggio (Corleone, 1925. január 6. – Szardínia, 1993. november 16.) szicíliai maffiózó, 1958-tól 1974-es letartóztatásáig a Corleonesi klán feje.

## Élete
Itáliában, Szicíliában, Corleone városban született egy rendkívül szegény, 10 gyermekes családba. Iskolai tanulmányait 9 évesen hagyta félbe. 
Első (jegyzett) bűncselekményét 18 évesen követte el; kukoricát lopott, amiért 6 hónap börtön büntetést kapott. Szabadulása után megölte azt az embert, aki feljelentette.
1945-ben – mint bérgyilkos, illetve verőember – csatlakozott a maffiához, a Corleonesi klánhoz, amelyet akkoriban Michele Navarra irányított. 
Az ezt követő időszakban megkezdte "birodalma alapozását"; megszerezte a hatalmat egy farm felett (úgy került oda, hogy egy földművest megölt, s átvette a munkáját, majd pedig a tulajdonost halálosan megfenyegette).
Leggio rövidesen igencsak hiú, majd egyre agresszívabb és kiszámíthatatlanabb lett. Hiúságából és abból a gőgből fakadóan, hogy "Professzor"-nak szólíttatta magát - holott olvasatlan maradt felnőtt korára, mivel tanulmányait nem folytatta - egyébként igen kényes volt még más maffiavezérek beszédére is, akik sokszor hibásan beszélték az irodalmi olasz nyelvet - tekintve, hogy az igen erős szicíliai tájszólás volt anyanyelvük.
Az igazi fordulópont 1948. március 10-én érkezett el: Placido Rizzotto, Corleone városi szakszervezeti vezetőt Leggio és társai a hajnali órákban elrabolták, majd Leggio 3 fejlövéssel megölte, s testét egy 16 méter mély barlangba temette. Az esetnek több szemtanúja is volt, illetve Leggio (az emberrablásban is közreműködő) két társa is vallomást tett ellene, mire a rendőrség exhumálta Rizzotto holttestét a barlangból, ahol egyébként még két további tetemet is találtak. Alig két év után kiszabadult, mivel két volt társa visszavonta vallomását. (Később egyébként megölette őket.)
Leggio ezekben a börtönben töltött időkben ismerkedett meg (az akkor - 19 évesen elkövetett - emberölésért 6 évre elítélt) Salvatore Riinával (aki később egyértelműen a 20. század második felének legjelentősebb olasz maffiavezére lett), illetve (a szintén későbbi maffiavezér) Bernardo Provenzanóval.
Az '50-es évektől kezdte el szervezni saját maffiaszekcióját Riinaval és Provenzanoval, amiben a "tagok" csak neki tartoztak hűséggel. Ez a szerveződés, illetve különválás 1956-ra nyílt maffiaháborúig vezetett Navarraval szemben. 
Leggio-t 1958 júniusának egyik éjjelén egy mezőn lepték meg Navarra emberei, de hihetetlen szerencsével, jelentéktelen sérüléssel a karján elmenekült. Még augusztusban bosszút állt: Riinaval és Provenzanoval Corleone város határában tüzet nyitottak golyószórókból Navarra kocsijára, amibe vagy kétszáz lövedéket eresztettek, megölve a benne ülőket.
A következő 5 évben több mint 50, Navarra korábbi embereit ölték meg.
Noha az 1948-as események nyomán mind Navarra, mind Leggio háttérbe húzódtak, most társaival a szicíliai maffián belül elfoglalt helyük, illetve Navarra felett aratott győzelmüknek örvendezve, újból előtérbe kerültek. De a fokozódó erőszak Corleoneban sem kerülte el a - nagyrészt Ciaculli massacre 1963 júniusi események miatt, amikor 7 rendőr illetve katonai rendész vesztette életét egy, Salvatore "Ciaschiteddu" Greco, a Ciaculli klán, illetve a teljes szicíliai maffia "szövetkezet" feje ellen szánt autóbombától - hatóságok új, a parlament által - a közhangulat nyomására - létrehozott maffiaellenes csoportjának figyelmét, így 1963-ban ismét a háttérbe "húzódtak".
Leggio mindenkit "félreállított", aki útjában állt; rendkívül sok energiát fektetett abba, hogy az ország heroinfeldolgozása, illetve terjesztése az ő irányítása alá kerüljön (ez volt egyébként a szicíliai maffia egyik fő bevételi forrása).